# Sahaja
Pour les articles homonymes, voir Sahaja Yoga et Sahaj.

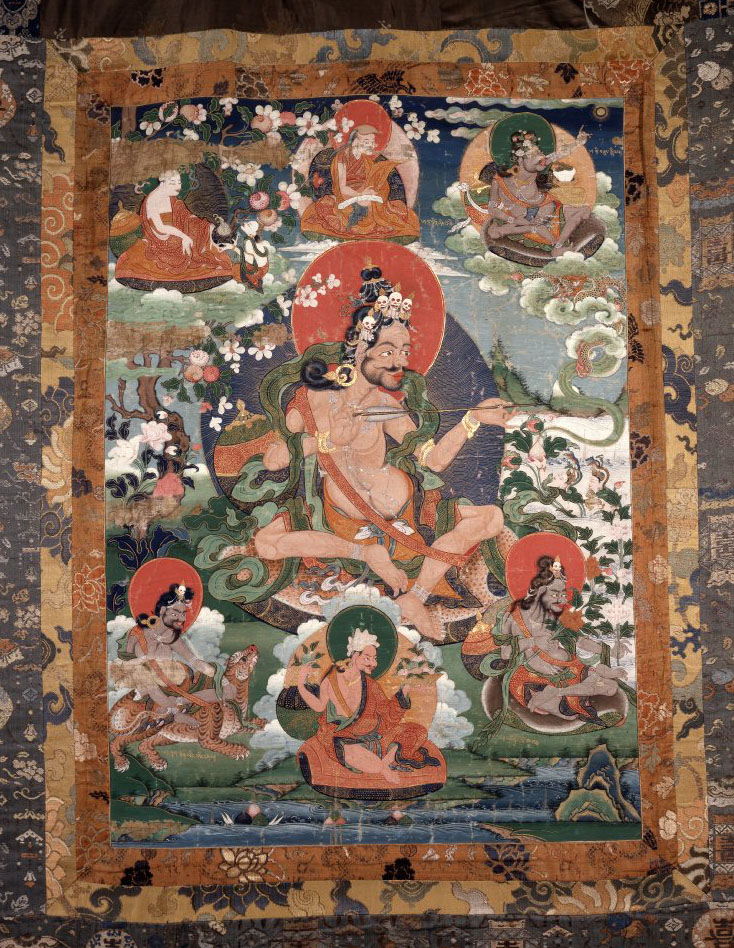
C’est une peinture Bouddhiste du XVIIe siècle issue de l’art Tibétain, il se situe dans le British Museum au Royaume Uni.

Sahaja ( Sanskrit, IAST )  signifie inné, naturel, de naissance. C'est un concept de l'hindouisme affirmant que la nature humaine est innée. Ce principe a été utilisé par des courants tantriques qui affirmaient que des dispositions comme le désir sexuel ne doivent pas être réprimées car elles permettent au contraire d'atteindre une transformation extatique et le moksha, la libération.